# 특별항고
특별항고(特別抗告)는 일반적으로 대법원에 대한 항고는 금하고 있으나 하급법원의 결정·명령에 대하여 헌법 또는 법률위반이 문제가 되었을 경우에는 대법원에 특별항고를 인정하지 않으면 아니 된다(420조). 대법원에 항고를 할 수 있는 것은 이러한 경우에 한한다. 특별항고 이유는 결정·명령에 헌법 또는 법률의 위반이 있는 경우이다. 특별항고 제기기간은 1주일의 불변기간이며(420조 2항·3항) 제기의 방식은 상고에 준한다.(421조) 이것은 즉시항고가 아니므로 집행정지의 효력은 없으나 대법원의 판단이 있을 때까지 원재판의 집행을 중지하고 기타 필요한 처분을 명할 수 있다.(421조, 418조)

## 판례
- 일반적으로 원심법원이 항고를 이유 있다고 인정하는 때에는 그 재판을 경정할 수 있으나 통상의 절차에 의하여 불복을 신청할 수 없는 결정이나 명령에 대하여 특별히 대법원에 위헌이나 위법의 심사권을 부여하고 있는 특별항고의 경우에 원심법원에 반성의 기회를 부여하는 재도의 고안을 허용하는 것은 특별항고를 인정하는 취지에 맞지 않으므로 특별항고가 있는 경우 원심법원은 경정결정을 할 수 없고 기록을 그대로 대법원에 송부하여야 한다.[1]
- 민사소송법 제449조 제1항은 불복할 수 없는 결정이나 명령에 대하여는 재판에 영향을 미친 헌법 위반이 있거나, 재판의 전제가 된 명령·규칙·처분의 헌법 또는 법률의 위반 여부에 대한 판단이 부당하다는 것을 이유로 하는 때에만 대법원에 특별항고를 할 수 있도록 하고 있다. 여기서 결정이나 명령에 대하여 재판에 영향을 미친 헌법 위반이 있다고 함은 결정이나 명령의 절차에서 헌법 제27조 등이 정하고 있는 적법한 절차에 따라 공정한 재판을 받을 권리가 침해된 경우를 포함한다[2].

## 같이 보기
- 대한민국 민사소송법 제449조